# Saltos ornamentais no Campeonato Europeu de Esportes Aquáticos de 2018 - Trampolim 3 m individual masculino
A prova do trampolim 3 m individual masculino dos saltos ornamentais no Campeonato Europeu de Esportes Aquáticos de 2018 ocorreu no dia 9 de agosto no Royal Commonwealth Pool, em Edimburgo no Reino Unido. 

## Calendário
| Fase       | Data        | Hora  |
| ---------- | ----------- | ----- |
| Preliminar | 9 de agosto | 09:30 |
| Final      | 9 de agosto | 15:00 |

Todos os horários estão no horário local (UTC+0)

## Medalhistas
| Ouro               | Prata               | Bronze                 |
| Jack Laugher (GBR) | Ilia Zakharov (RUS) | Evgeny Kuznetsov (RUS) |

## Resultados
Esses foram os resultados da competição.
| Pos.              | Saltador             | Nacionalidade | Preliminar | Preliminar | Final  | Final |
| Pos.              | Saltador             | Nacionalidade | Pontos     | Pos.       | Pontos | Pos.  |
| ----------------- | -------------------- | ------------- | ---------- | ---------- | ------ | ----- |
| Medalha de ouro   | Jack Laugher         | Reino Unido   | 467.55     | 2          | 525.95 | 1     |
| Medalha de prata  | Ilia Zakharov        | Rússia        | 508.10     | 1          | 519.05 | 2     |
| Medalha de bronze | Evgeny Kuznetsov     | Rússia        | 406.70     | 4          | 508.05 | 3     |
| 4                 | Daniel Goodfellow    | Reino Unido   | 415.70     | 3          | 437.75 | 4     |
| 5                 | Patrick Hausding     | Alemanha      | 371.00     | 7          | 421.10 | 5     |
| 6                 | Lorenzo Marsaglia    | Itália        | 350.60     | 10         | 409.70 | 6     |
| 7                 | Guillaume Dutoit     | Suíça         | 384.30     | 5          | 400.50 | 7     |
| 8                 | Andrzej Rzeszutek    | Polónia       | 329.35     | 12         | 387.40 | 8     |
| 9                 | Nicolás García       | Espanha       | 379.15     | 6          | 370.25 | 9     |
| 10                | Alexis Jandard       | França        | 335.95     | 11         | 369.65 | 10    |
| 11                | Yury Naurozau        | Bielorrússia  | 366.80     | 8          | 362.55 | 11    |
| 12                | Oliver Homuth        | Alemanha      | 355.25     | 9          | 357.70 | 12    |
| 13                | Oleh Kolodiy         | Ucrânia       | 325.25     | 13         |        |       |
| 14                | Kacper Lesiak        | Polónia       | 313.70     | 14         |        |       |
| 15                | Damien Cely          | França        | 309.00     | 15         |        |       |
| 16                | Athanasios Tsirikos  | Grécia        | 306.60     | 16         |        |       |
| 17                | Alberto Arévalo      | Espanha       | 305.90     | 17         |        |       |
| 18                | Alexander Kostov     | Bulgária      | 304.05     | 18         |        |       |
| 19                | Jonathan Suckow      | Suíça         | 303.95     | 19         |        |       |
| 20                | Giovanni Tocci       | Itália        | 303.90     | 20         |        |       |
| 21                | Juho Junttila        | Finlândia     | 298.65     | 21         |        |       |
| 22                | Johannes van Etten   | Países Baixos | 297.75     | 22         |        |       |
| 23                | Dylan Vork           | Países Baixos | 279.05     | 23         |        |       |
| 24                | Alexandr Molchan     | Bielorrússia  | 271.60     | 24         |        |       |
| 25                | Nikolaj Schaller     | Áustria       | 266.05     | 25         |        |       |
| 26                | Stanislav Oliferchyk | Ucrânia       | 250.90     | 26         |        |       |
| 27                | Onikashvili Tornike  | Geórgia       | 224.85     | 27         |        |       |
| 28                | Melikidze Sandro     | Geórgia       | 197.35     | 28         |        |       |